# Katastrofa lotu Korean Air Cargo 8509
Katastrofa lotu Korean Air Cargo 8509 wydarzyła się 22 grudnia 1999 o godzinie 18:38 w Wielkiej Brytanii. Towarowy Boeing 747-2B5F południowokoreańskich linii lotniczych Korean Air rozbił się 55 sekund po starcie z londyńskiego lotniska Stansted. W wyniku katastrofy śmierć poniosła cała czteroosobowa załoga.

## Statek powietrzny
Boeing 747 to szerokokadłubowy samolot odrzutowy dalekiego zasięgu, funkcjonujący w wersjach zarówno pasażerskich, jak i towarowych. Produkowany od lat 70. XX wieku jest wciąż jednym z najpopularniejszych i najbardziej rozpoznawalnych samolotów na świecie. Wersja -200 weszła do służby w 1971 roku.
Samolot, który uległ katastrofie to Boeing 747-2B5F o numerze seryjnym 22480, wyposażony w cztery silniki turbowentylatorowe Pratt & Whitney JT9D-7Q. Pierwszy lot wykonał 30 kwietnia 1980 roku, po czym trafił do Korean Air, gdzie otrzymał numer rejestracyjny HL7451. W roku 1986 został wzięty w leasing przez linie Saudia (obecnie Saudi Arabian Airlines), jednak po trzech latach wrócił do Korean Air. W momencie katastrofy maszyna miała na swoim koncie 15 451 cykli start-lądowanie, ogółem 83 011 godzin lotu.

## Załoga samolotu
Załogę lotu 8509 Korean Air Cargo w dniu 22 grudnia 1999 stanowili:
| Pozycja             | Wiek | Nalot  | Nalot          |  |
| Pozycja             | Wiek | Ogółem | Boeing 747-200 |  |
| ------------------- | ---- | ------ | -------------- |  |
| Kapitan             | 57   | 13 490 | 8495           |  |
| Pierwszy Oficer     | 33   | 1406   | 195            |  |
| Mechanik Pokładowy  | 38   | 8301   | 4511           |  |
| Mechanik Lotniskowy | 45   |        |                |  |

## Przebieg wydarzeń
Lot 8509 był planowym lotem towarowym z lotniska Seul-Gimpo do londyńskiego Stansted z międzylądowaniem na lotnisku w Taszkencie w Uzbekistanie. Po rozładowaniu i ponownym załadowaniu samolot miał się udać w drogę powrotną do Seulu, tym razem z międzylądowaniem w Mediolanie, na lotnisku Malpensa.
Samolot wylądował na lotnisku Stansted 22 grudnia o 15:05. Podczas lotu załoga dostrzegła usterkę sztucznego horyzontu po stronie kapitana. 
Mechanik pokładowy dokonał wpis w dzienniku pokładowym, dotyczącego nieprawidłowego działania przyrządu, a następnie przekazał werbalnie tę informację mechanikowi lotniskowemu Korean Air. Załoga obsługująca lot do Londynu zakończyła tego dnia służbę i opuściła samolot bez spotkania z pilotami, którzy mieli lecieć tym samym samolotem, jeszcze tego samego dnia, do Seulu.
Podczas postoju na Stansted dokonywano prac rozładunkowo-załadunkowych samolotu. Całkowita waga towarów załadowanych na odcinek Londyn-Mediolan wynosiła około 64 ton. Wypełnianie przestrzeni ładunkowej było prawie ukończone, kiedy na miejscu pojawiła się załoga – kapitan, pierwszy oficer i mechanik pokładowy. Dyspozytor przekazał pilotom dokumenty nawigacyjne, plan lotu i informacje pogodowe na trasie do Mediolanu. Przed uruchomieniem silników kapitan podpisał dokumentację dotyczącą masy samolotu do startu, która wynosiła 250 ton, w tym 31 ton paliwa. Mechanik lotniskowy Korean Air, który spotkał poprzednią załogę, również znalazł się na pokładzie przed odlotem, razem z pozostałymi członkami załogi miał udać się do Mediolanu.
O 17:27 samolot był gotowy do startu, jednak z powodu problemów organizacyjnych (kontroler nie posiadał żadnych dokumentów dotyczących lotu), dopiero o 17:42 otrzymał zgodę na start. Podczas kołowania kapitan w rozmowie z wieżą wyraził swoje zaniepokojenie wskazaniami systemu nawigacyjnego DME (ang. Distance Measuring Equipment), na którym widniała wartość 399 mil (ponad 640 kilometrów). Pierwszy oficer potwierdził, że na swoim DME widzi to samo, co zrodziło obawy, że załoga nie będzie w stanie określić punktu, w którym maszyna powinna wykonać zakręt (punkt ten znajdował się w odległości 1,5 mili). Dyskusję przerwał mechanik stwierdzając, że już działa właściwie.
O 18:36 lot KAL8509 otrzymał zgodę na start z pasa 23. Kontroler z wieży i siedzący obok niego asystent obserwowali samolot, który chwilę później zniknął w chmurach. Określili start Boeinga jako normalny. O 18:38 samolot nagle przychylił się w lewo, a później pod kątem prawie 90° spadł na ziemię, 55 sekund od poderwania maszyny z pasa startowego. Kontrolerzy zobaczyli eksplozję na południe od lotniska, zdając sobie od razu sprawę, że KAL8509 uległ katastrofie. Zaledwie dwie minuty później, o 18:40, na miejsce wyruszyły wszystkie dostępne na lotnisku służby ratownicze.
Po katastrofie lotnisko Stansted było zamknięte przez 16 godzin.

## Śledztwo
Badaniem przyczyn katastrofy zajęła się brytyjska Komisja ds. Badania Wypadków Lotniczych (AAIB – Air Accidents Investigation Branch). Jeszcze tego samego dnia śledczy pojawili się na miejscu wraz z policją z hrabstwa Essex. 23 grudnia dołączyli akredytowani przedstawiciele Boeinga, Pratt & Whitney (producent silników) i Korean Air.
Oględziny miejsca katastrofy wykazały, że tuż przed uderzeniem o ziemię samolot zerwał linie wysokiego napięcia, odcinając pobliskie farmy od dostaw prądu przez kolejnych kilka dni. W głównym miejscu uderzenia powstał krater (kadłub i lewe skrzydło), w którym znalazły się również dwa silniki, pozostałe dwa siłą uderzenia zostały wyrzucone poza niego. Jak wykazały badania, przeprowadzone przez producenta silników, wszystkie cztery pracowały na pełnych obrotach. W momencie zderzenia z ziemią samolot był przechylony 80°-90° w lewo, nos pochylony był w dół o 40°, a prędkość wynosiła 250–300 węzłów (460–560 km/h). Paliwo wyciekło ze zbiorników i płonęło w promieniu 500 metrów od wraku. Wszystkie cztery osoby znajdujące się na pokładzie zginęły na miejscu, bez szans na przeżycie.
Rejestrator głosów w kokpicie (CVR) został wydobyty w nocy 22 grudnia, zaledwie kilka godzin po katastrofie, natomiast poszukiwania rejestratora parametrów lotu (FDR) zajęły śledczym tydzień. Obie czarne skrzynki były uszkodzone, jednak dane były możliwe do odczytania.
Raport końcowy ze śledztwa został opublikowany 25 lipca 2003 roku, prawie cztery lata od katastrofy.

## Przyczyny
W wyniku śledztwa za przyczyny katastrofy lotu 8509 Korean Air uznano:
- brak prawidłowej reakcji ze strony pilotów na ostrzeżenia systemu podczas wznoszenia samolotu;
- wykonanie przez kapitana skrętu w głębokim przechyleniu pod kątem 90° i niepodjęcie działań, mających na celu przywrócenie maszynie prawidłowego położenia podczas wykonywania manewru;
- brak reakcji ze strony pierwszego oficera na ekstremalnie niebezpieczne położenie samolotu w locie;
- zaniedbanie przez obsługę techniczną problemów ze sztucznym horyzontem po stronie kapitana, które pojawiły się również podczas lotu poprzedniego.